# Fiebre de amor (álbum)
Fiebre de Amor es el segundo y último álbum banda sonora del cantante mexicano Luis Miguel, lanzado al mercado por EMI Capitol México el 20 de noviembre de 1985. En este álbum lanza las canciones de su segunda película protagonizada junto a Lucerito.

## Lista de canciones
1. Fiebre de amor
2. Acapulco amor
3. Por ti
4. Todo el amor del mundo (con Lucerito)
5. Este amor
6. Fiebre de amor (Instrumental)
7. Siempre me quedo, siempre me voy
8. Sueños
9. Siempre te seguiré (canta Lucerito)
10. Los muchachos de hoy

## Fiebre de amor (Edición Especial Extendida 1998)
| #  | Título                                      | Compositor                        | Duración |
| -- | ------------------------------------------- | --------------------------------- | -------- |
| 1  | Fiebre de Amor                              | Luisito Rey                       | 3:37     |
| 2  | Acapulco Amor                               | Luisito Rey                       | 3:44     |
| 3  | Por ti                                      | Honorio Herrero                   | 3:42     |
| 4  | Todo El Amor Del Mundo (a dúo con Lucerito) | Luisito Rey                       | 2:35     |
| 5  | Este Amor                                   | Luisito Rey                       | 3:12     |
| 6  | Los Muchachos de Hoy (Italian Version)      | Cristiano Minellono/Toto Cutugno  | 3:34     |
| 7  | Fiebre de Amor (Instrumental)               | Luisito Rey                       | 5:08     |
| 8  | Siempre Me Quedo, Siempre Me Voy            | Luisito Rey                       | 4:15     |
| 9  | Sueños                                      | Luisito Rey                       | 3:10     |
| 10 | Siempre Te Seguiré (Canta Lucerito)         | Luisito Rey                       | 3:12     |
| 11 | Los Muchachos de Hoy                        | Cristiano Minellono/ Toto Cutugno | 3:42     |